# Kawanaka Kenta
Kawanaka Kenta (sinh ngày 5 tháng 11 năm 1997) là một cầu thủ bóng đá người Nhật Bản.

## Sự nghiệp câu lạc bộ
Kawanaka Kenta đã từng chơi cho Fukushima United FC.